# Henny Knoet
Henny Knoet (né à Bergen op Zoom, 3 mai 1942, et mort à Sprang-Capelle le 26 août 2013) est un designer néerlandais. Il est surtout connu pour ses travaux dans le parc d'attractions Efteling.
Après avoir travaillé quelque temps en Allemagne, Henny Knoet arrive à Efteling en 1979 pour y travailler comme designer. Son travail est souvent caractérisé par un style coloré et joyeux.
Voici ses créations dans Efteling :
- Plan du parc
- Gare de D'Oude Tuffer (Vieux Teuf-Teuf)
- Game Gallery
- Scène de torture de Fata Morgana
- Monsieur Cannibale (hormis la toiture)
- Pardoes, la mascotte du parc
- Labyrinthe de l'Aventure (Avonturen Doolhof)
- Jardin des bambins (Kleuterhof)
- Les contes de fées: l'auberge de La petite table, l'âne et le bâton et le château de la belle-mère de Blanche-Neige
- Promenade Pardoes (Pardoespromenade) et Brink (l'esplanade centrale)
- Distributeurs d'argent: le Trésor et la Banque
- Gijs 'Nijltje in het Teiltje'
- Pardoesmobile (véhicule de Pardoes)